# Флоріан Бауер
Флоріан Бауер (11 лютого 1994 , Альтеттінг, Баварія ) — німецький бобслеїст, срібний призер Олімпійських ігор 2022 року, призер чемпіонатів світу та Європи.

## Виступи на Олімпійських іграх
| Рік  | Місце проведення | Двійки | Четвірки |
| ---- | ---------------- | ------ | -------- |
| 2022 | Пекін, Китай     | 2      | 2        |

## Виступи на чемпіонатах світу
| Рік  | Місце проведення      | Четвірки |
| ---- | --------------------- | -------- |
| 2019 | Вістлер, Канада       | 9        |
| 2020 | Альтенберг, Німеччина | 2        |
| 2021 | Альтенберг, Німеччина | 3        |

## Виступи на чемпіонатах Європи
| Рік  | Місце проведення       | Двійки | Четвірки |
| ---- | ---------------------- | ------ | -------- |
| 2019 | Кенігсзе, Німеччина    | —      | 1        |
| 2020 | Вінтерберг, Німеччина  | —      | 1        |
| 2021 | Вінтерберг, Німеччина  | —      | 4        |
| 2022 | Санкт-Моріц, Швейцарія | 2      | 5        |